# Алгоритм Касаи
Алгоритм Касаи (Аримуры — Арикавы — Касаи — Ли — Пака) — алгоритм, за линейное время находящий длины наибольших общих префиксов (англ. lcp, longest common prefix) у всех пар суффиксов данной строки, соседних в лексикографическом порядке (то есть у всех соседних элементов суффиксного массива). Входом алгоритма являются сама строка и суффиксный массив, выходом — массив длин наибольших общих префиксов.

## Реализация алгоритма на языкеJava
```
public
 
class
 
Kasai
 
{

	
// в sufArray (s.length() + 1) элементов — включая пустой суффикс

	
public
 
static
 
int
[]
 
solve
(
String
 
s
,
 
String
[]
 
sufArray
)
 
{

		
int
 
pos
[]
 
=
 
new
 
int
[
s
.
length
()
 
+
 
1
]
;

		
for
 
(
int
 
i
 
=
 
0
;
 
i
 
<=
 
s
.
length
();
 
i
++
)
 
{

			
pos
[
i
]
 
=
 
s
.
length
()
 
-
 
sufArray
[
i
]
.
length
()
 
+
 
1
;

		
}

		
int
 
rank
[]
 
=
 
new
 
int
[
s
.
length
()
 
+
 
1
]
;

		
for
 
(
int
 
i
 
=
 
0
;
 
i
 
<=
 
s
.
length
();
 
i
++
)
 
{

			
rank
[
pos
[
i
]]
 
=
 
i
;

		
}

		
int
 
ans
[]
 
=
 
new
 
int
[
s
.
length
()
 
+
 
1
]
;

		
int
 
h
 
=
 
0
;

		
for
 
(
int
 
i
 
=
 
1
;
 
i
 
<=
 
s
.
length
();
 
i
++
)
 
{

			
if
 
(
rank
[
i
]
 
>
 
1
)
 
{

				
int
 
k
 
=
 
pos
[
rank
[
i
]
 
-
 
1
]
;

				
while
 
(((
i
 
+
 
h
 
-
 
1
)
 
!=
 
s
.
length
())

						
&&
 
((
k
 
+
 
h
 
-
 
1
)
 
!=
 
s
.
length
())

						
&&
 
(
s
.
charAt
(
i
 
+
 
h
 
-
 
1
)
 
==
 
s
.
charAt
(
k
 
+
 
h
 
-
 
1
)))

					
h
++
;

				
ans
[
rank
[
i
]]
 
=
 
h
;

				
if
 
(
h
 
>
 
0
)

					
h
--
;

			
}

		
}

		
return
 
ans
;
 
// ans[i + 1] = длина наибольшего общего префикса sufArray[i] и sufArray[i - 1]

	
}

}

```

## Реализация на языкеC++
```
// Эта реализация предполагает наличие в конце строки text символа, отличного от всех остальных ("терминальный символ").

// Обратите внимание, что реализация алгоритма заметно отличается от предыдущей.

void
 
solve
(
const
 
std
::
string
&
 
text
,
 
const
 
std
::
vector
<
int
>&
 
pos
,
 
std
::
vector
<
int
>&
 
lcp
)

{

	
int
 
n
 
=
 
text
.
length
();

	
std
::
vector
<
int
>
 
rank
(
n
);

	
for
 
(
int
 
i
 
=
 
0
;
 
i
 
<
 
n
;
 
++
i
)
 
rank
[
pos
[
i
]]
 
=
 
i
;

	
for
 
(
int
 
i
 
=
 
0
,
 
k
 
=
 
0
;
 
i
 
<
 
n
;
 
++
i
)

	
{

		
if
 
(
k
 
>
 
0
)
 
k
--
;

		
if
 
(
rank
[
i
]
 
==
 
n
 
-
 
1
)

                
{
 

                    
lcp
[
n
 
-
 
1
]
 
=
 
-1
,
 
k
 
=
 
0
;
 

                    
continue
;

                
}

		
int
 
j
 
=
 
pos
[
rank
[
i
]
 
+
 
1
];

		
while
 
(
max
(
i
 
+
 
k
,
 
j
 
+
 
k
)
 
<
 
text
.
length
()
 
&&
 
text
[
i
 
+
 
k
]
 
==
 
text
[
j
 
+
 
k
])
 
k
++
;

		
lcp
[
rank
[
i
]]
 
=
 
k
;

	
}

	
// lcp[x] - длина наибольшего общего префикса суффиксов pos[x] и pos[x + 1] 

}

```